# 朱哲奎
朱 哲奎（チュ・チョルギュ、朝鮮語: 주철규）は、朝鮮民主主義人民共和国の政治家。内閣副総理兼農業委員会委員長、朝鮮労働党中央委員会委員。黄海南道農村経理委員会委員長、農業省副相、農業相などを歴任した。

## 経歴
出生地や生年月日は不明。任命時期は不明であるが農業省局長、黄海南道農村経理委員会委員長などを経て、農業省副相に任命されている。2021年1月5日から開催された朝鮮労働党第8次大会で党中央委員会委員に選出され、同年1月17日に開催された最高人民会議第14期第4回会議で内閣副総理兼農業相に任命された。同年2月25日に開催された内閣全員会議拡大会議に参加し、「朝鮮労働党第8回大会と党中央委員会第8期第2回総会の決定を貫徹することについて」について討論した。
2022年1月21日に最高人民会議常任委員会政令により農業省が農業委員会に改称され、同年2月6日から開催された最高人民会議第14期第6回会議に農業委員会委員長として主席団に着席している。